# 15 век
15 век започва на 1 януари 1401 г. и свършва на 31 декември 1500 г.

## Събития
- 1402 г. – в голямата битка при Ангора монголската армия на Тимур разгромява османските турци (Баязид I).Тимур пленява Баязид I
- 1415 г. – битка при Азенкур, в която Хенри V разбива многобройната френска армия
- 1444 г. – Състои се битката при Варна между кръстоносните войски и османците
- 1453 г. (29 май) – Османските турци, начело със султан Мехмед II, превземат Константинопол и слагат край на Византия.
- 1489 г. – Португалският мореплавател Бартоломео Диас достига нос Добра надежда в Африка и установява, че до Индия съществува морски път.
- 1492 г. (12 октомври) – Христофор Колумб открива Америка
- 1492 г. – за папа е избран Александър VI

## Личности
- Николай Кузански – германски философ и математик
- Андрей Рубльов – руски иконописец
- Григорий Цамблак – Киевски митрополит и писател
- Константин II Асен – последният цар на Второ българско царство
- Фружин – български царски потомък, син на Иван Шишман
- Константин XI Палеолог – последният византийски император
- Йосиф II – Вселенски патриарх
- Йоан VIII Палеолог – византийски император
- Лука Нотарас – мега дукс на Византия
- Сигизмунд Люксембургски – унгарски крал и император на Свещената Римска империя
- Янош Хуняди – унгарски пълководец
- Владислав III Варненчик – полско-унгарски крал
- Мехмед II Завоевател – османски султан
- Жана д'Арк – френска светица и национална героиня
- Шарл VII – френски крал
- Генадий Схоларий – Вселенски патриарх
- Стефан Велики – молдовски владетел
- Сикст IV – римски папа
- Александър Добрия – молдовски владетел
- Николай V – римски папа
- Ян Хус – чешки реформатор и национален герой

## Изобретения, открития
- Мартин Бехайм (Martin Behaim) конструира първия глобус.
- Йохан Гутенберг изобретява печатната машина.
- Христофор Колумб открива Америка.